# Yumruktepe
Koordinaten: 39° 2′ 50,8″ N, 30° 28′ 22,9″ O

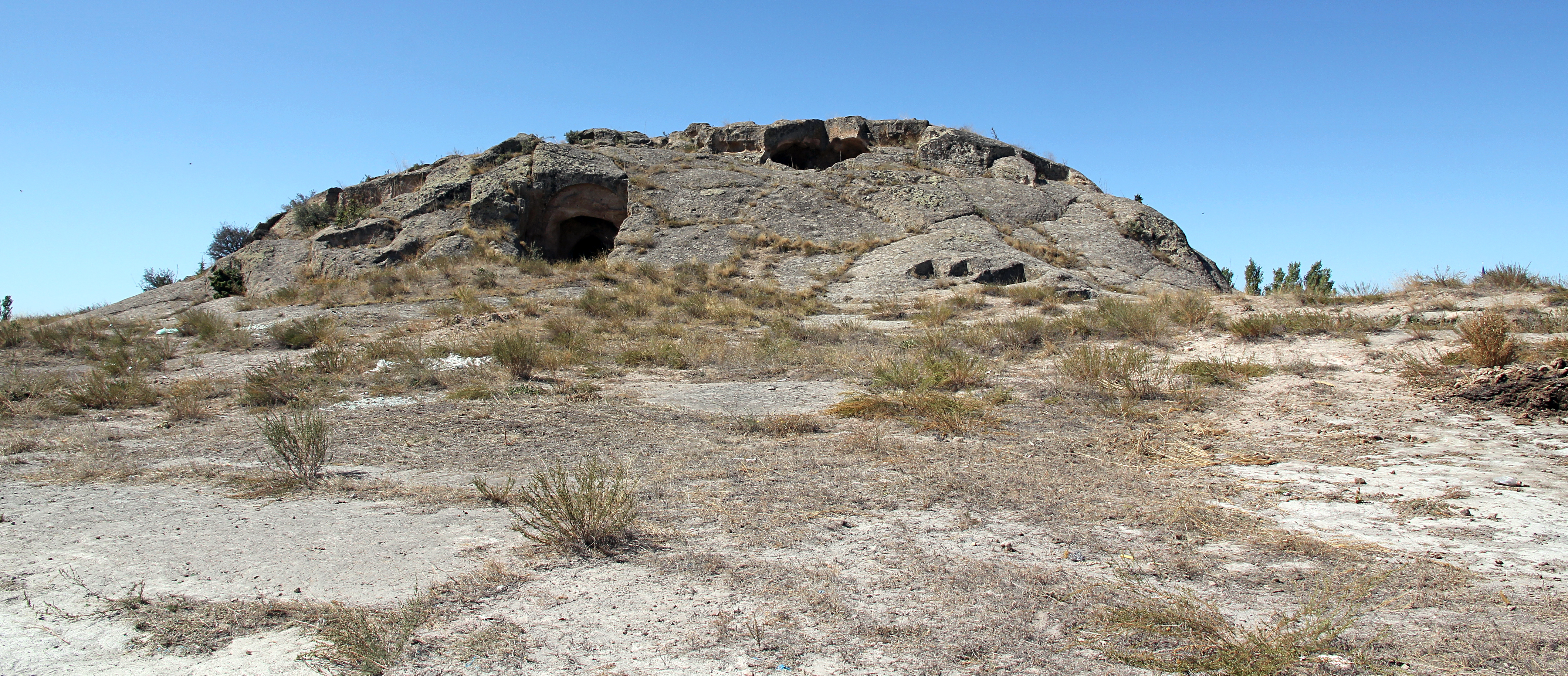
Yumruktepe von Süden

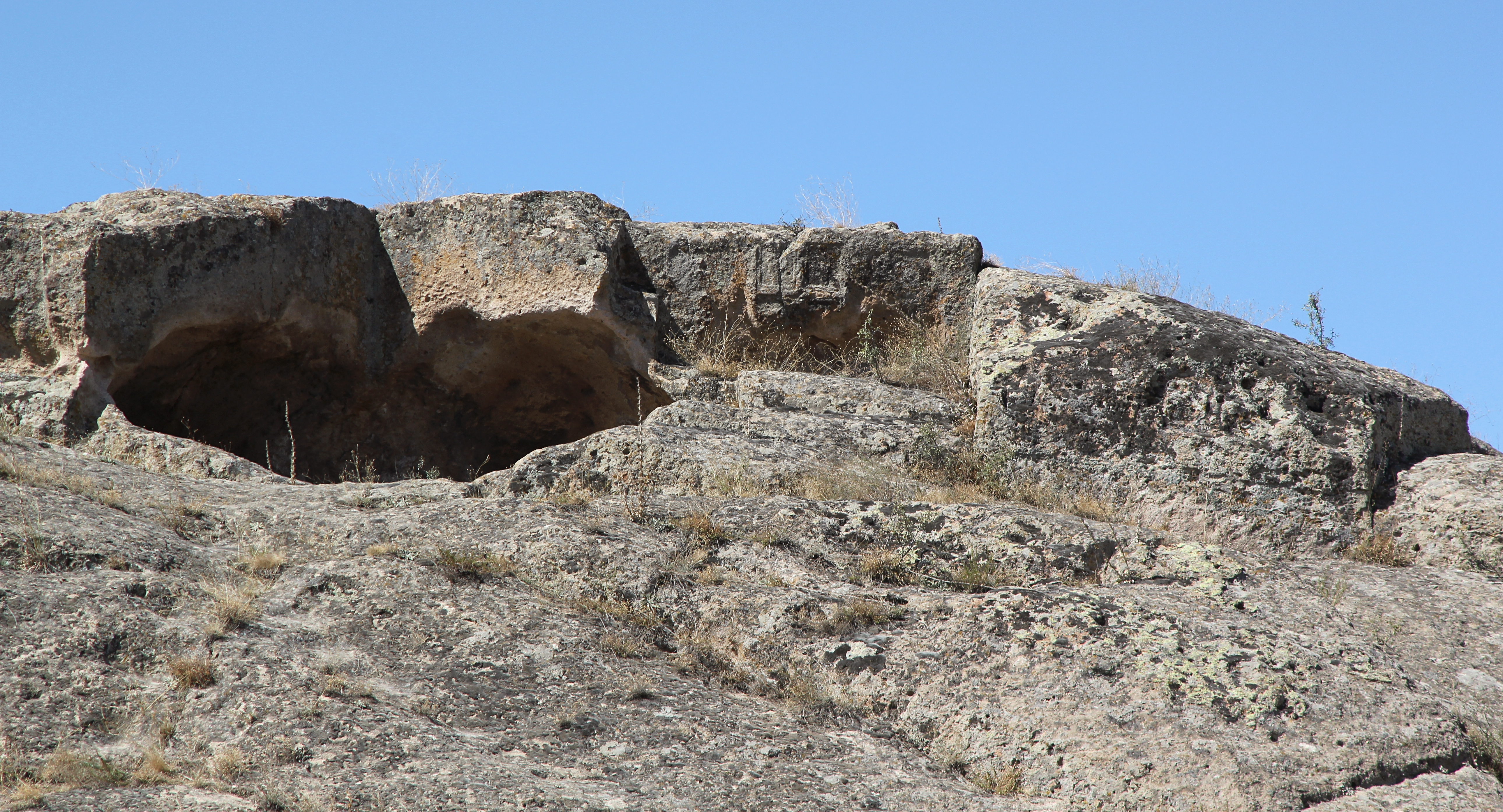
Nische mit Flügelsonne

Der Yumruktepe, auch Yumrutepe, ist ein Hügel bei dem türkischen Ort Beyköy. Auf ihm liegen das Fragment eines hethitischen Felsreliefs sowie eine Anzahl Gräber aus römischer und phrygischer Zeit.

## Lage
Der Yumruktepe ist ein Felsrücken im Südosten des Ortes Beyköy, im Bezirk İhsaniye der zentraltürkischen Provinz Afyonkarahisar. Der etwa ovale, von Südwesten nach Nordosten gestreckte Hügel hat einen durchschnittlichen Durchmesser von etwa 100 Meter und ragt etwa zehn Meter über die Umgebung. Das Relief liegt am Südostrand des Gipfelplateaus.

## Forschungsgeschichte
1884 fand der schottische Archäologe William Mitchell Ramsay auf einem Hügel „etwa eine englische Meile südlich von Bey Keui“ das Fragment einer Stele mit einer Inschrift in luwischen Hieroglyphen, die später von Émilia Masson als großreichszeitlich eingestuft wurde. Die Stele ist heute verschollen. Als erster berichtete 1965 der deutsche Sprachwissenschaftler Franz Steinherr unter Berufung auf Leopold Messerschmidt von einer geflügelten Sonnenscheibe sowie einer Inschrift auf dem Yumruktepe. Die Inschrift ist heute nicht mehr erkennbar. Die niederländische Archäologin Emilie Haspels beschrieb 1971 phrygische und römische Gräber in der Umgebung von Beyköy und speziell auf dem Yumruktepe. Diese wurden von 1979 bis 1982 von einer französischen Expedition unter der Hethitologin Hatice Gonnet eingehend erforscht und beschrieben. 1985 besuchte Eberhard Rossner bei den Arbeiten zu seinem Führer über die hethitischen Felsreliefs der Türkei den Ort und konnte zwar die Flügelsonne, aber keine Inschrift feststellen. Horst Ehringhaus war im späten 20. Jahrhundert am Yumruktepe, wobei er einige Zeichen sah, die möglicherweise den Rest einer Inschrift darstellen könnten.

## Flügelsonne
Am südöstlichen Rand der Oberfläche des Hügels finden sich zwei nach Ostsüdost gerichtete Felsnischen, die jeweils auf der Rückwand Reste von Reliefs aufweisen. In der linken Nische ist eine stark verwitterte Flügelsonne anzutreffen, von der ein Teil des linken Flügels fehlt. Ihre Oberkante liegt 64 Zentimeter über dem Boden der Nische, sie ist 13 Zentimeter hoch. Der rechte Flügel misst 40 Zentimeter, der linke ist nach 30 Zentimetern abgebrochen. In der rechten Nische erkennt man zwei geometrische Formen, annähernd einen Kreis und ein Rechteck, mit einer Höhe von 30–40 Zentimetern, rechts daneben schlechter erhaltene, undeutbare Zeichen. Sie könnten vielleicht den Anfang eines Hieroglyphentextes darstellen. Die Flügelsonne ist als Motiv sowohl aus der hethitischen Großreichszeit als auch in den späthethitischen Staaten bekannt, weshalb sie allein keine Datierung begründen kann. Durch die in der Nähe gefundene, von Ramsay beschriebene Stele, die durch die verbliebenen Zeichen in die Zeit des Großreichs datiert werden konnte, kann auch für die Flügelsonne eine Entstehung in dieser Zeit vermutet werden.

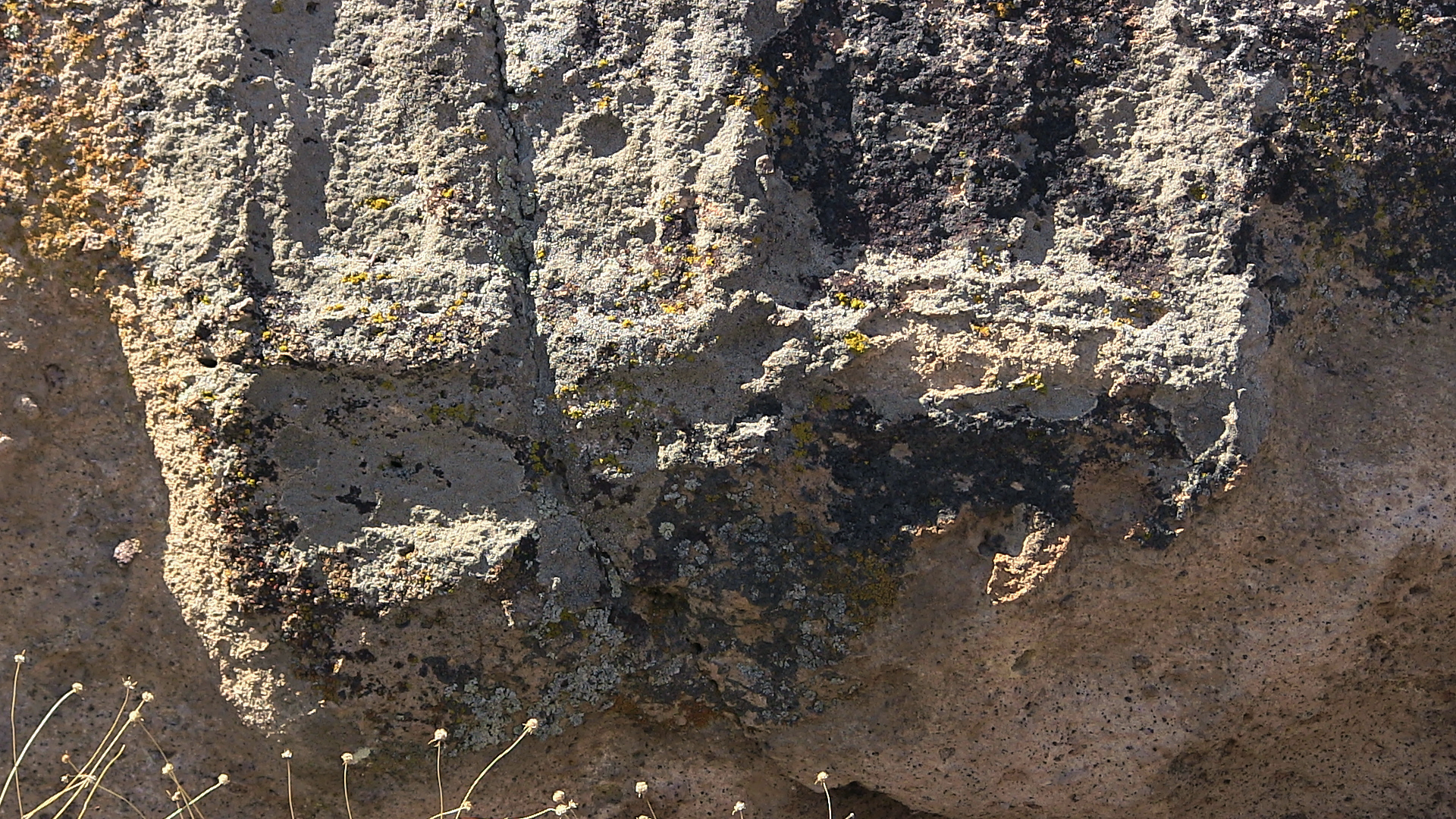
Flügelsonne
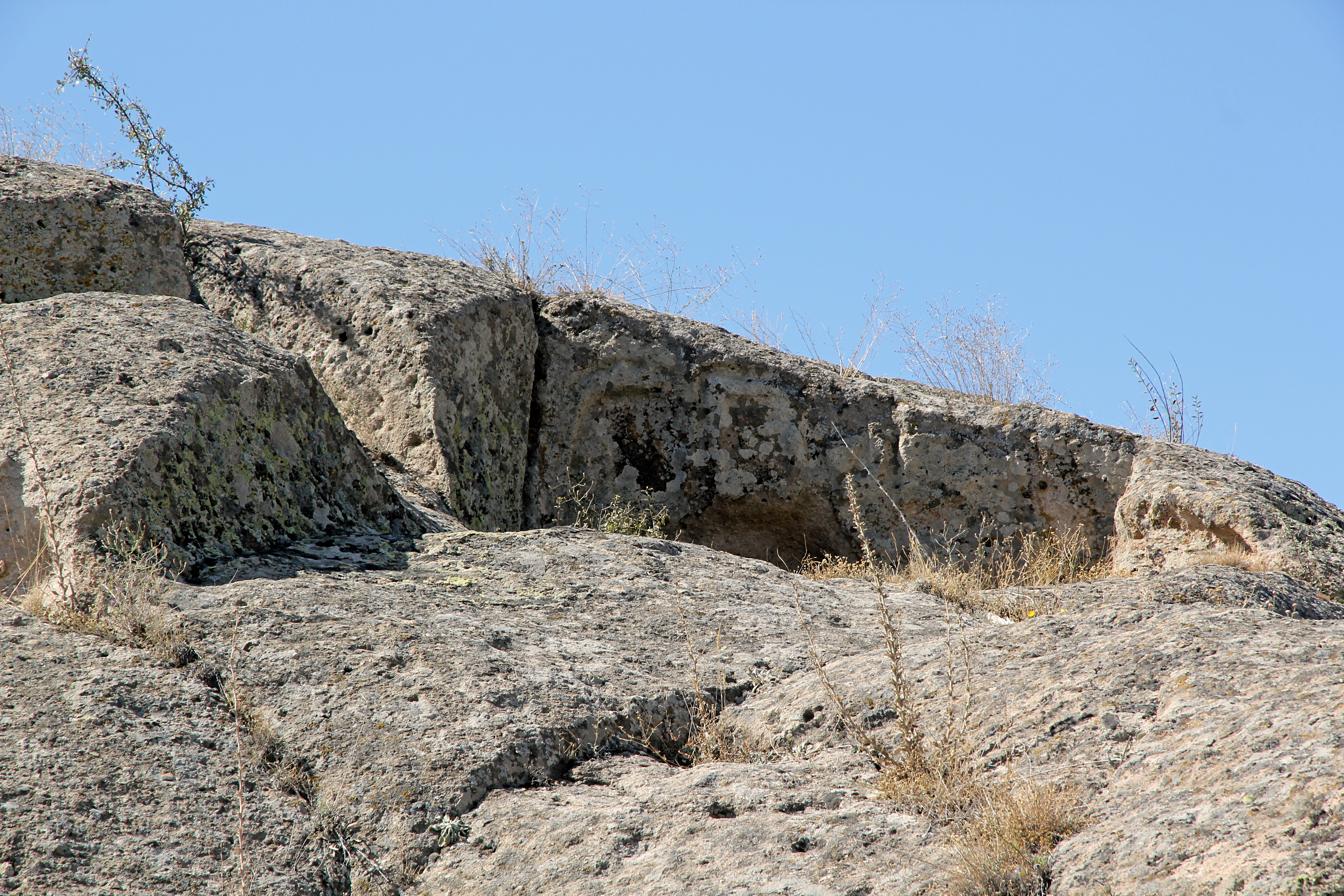
Nische mit geometrischen Formen
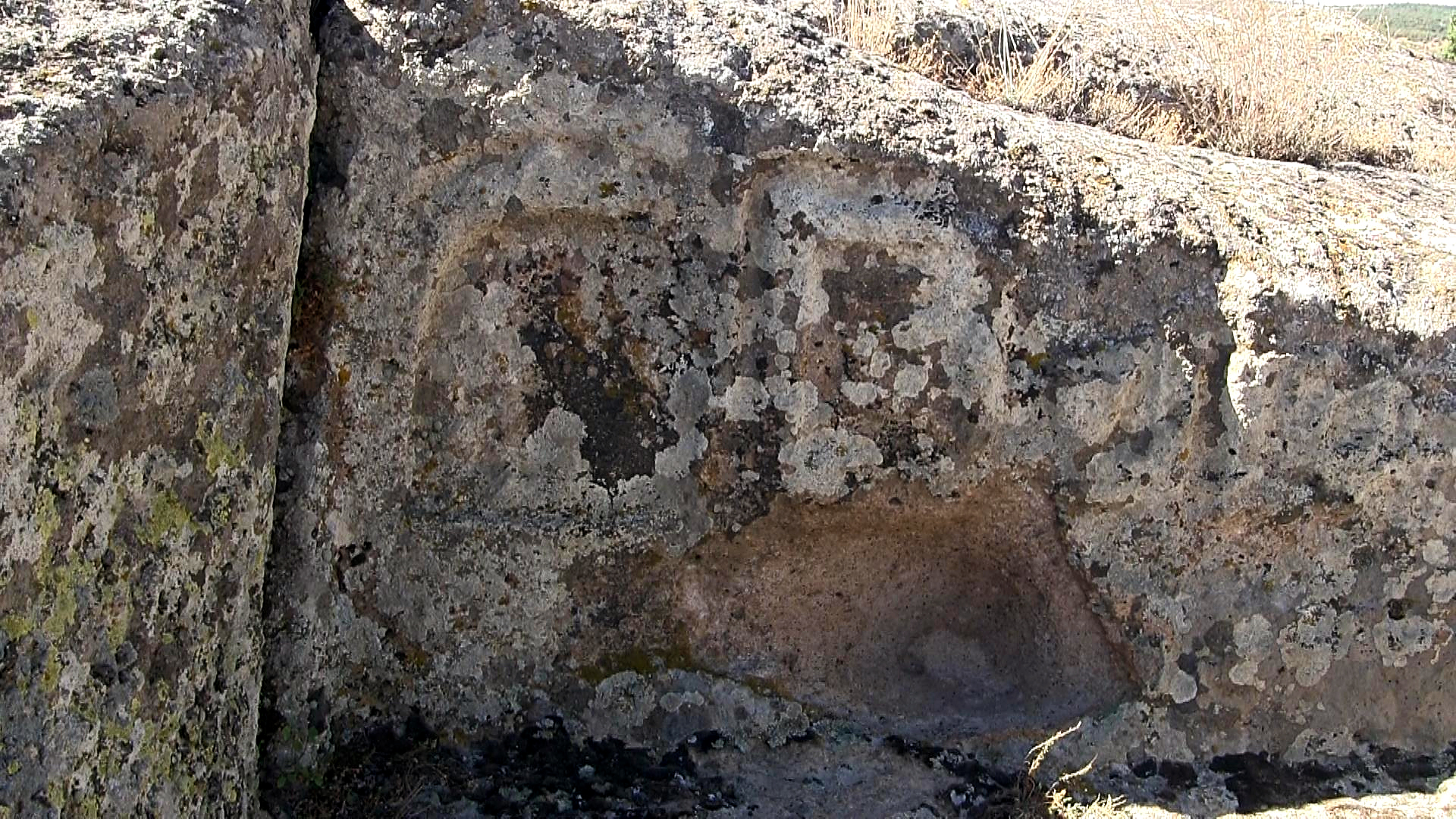
Formen und undefinierbare Zeichen

## Gräber
Auf dem Gipfel, am östlichen Hang und am Fuß des Hügels findet sich eine große Anzahl von Gräbern römischen oder phrygischen Ursprungs, wobei es sich größtenteils um einfache, rechteckig in den Fels eingelassene Vertiefungen von bis zu zwei Metern Tiefe handelt. Gonnet gibt eine Gesamtzahl von 48 Grabstellen an. Erwähnenswert sind noch zwei Kammergräber am südwestlichen Fuß des Berges. Das rechte, etwas größere ist das sogenannte Löwengrab. Im Giebelfeld des Eingangs ist ein Relief mit zwei einander gegenüber stehenden Löwen zu sehen. Gonnet datiert es in phrygische Zeit und geht von einer Erweiterung in römischer Zeit aus. Haspels geht davon aus, dass die Löwen als Grabschmuck von dem naheliegenden Monument Aslantaş inspiriert sind. Das zweite Grab, weiter westlich gelegen, hat eine 3,5 Meter tiefe Grabkammer. An der Fassade sind drei siebenarmige Leuchter eingemeißelt, die eine jüdische Nachnutzung des ursprünglichen phrygischen Grabs belegen. Ein eingeritztes Kreuz deutet auf eine spätere, christliche Weiternutzung hin. Am Fuß des Hügels sind außerdem mehrere Hohlräume im Boden anzutreffen, die von Gonnet als Zisternen gedeutet werden.

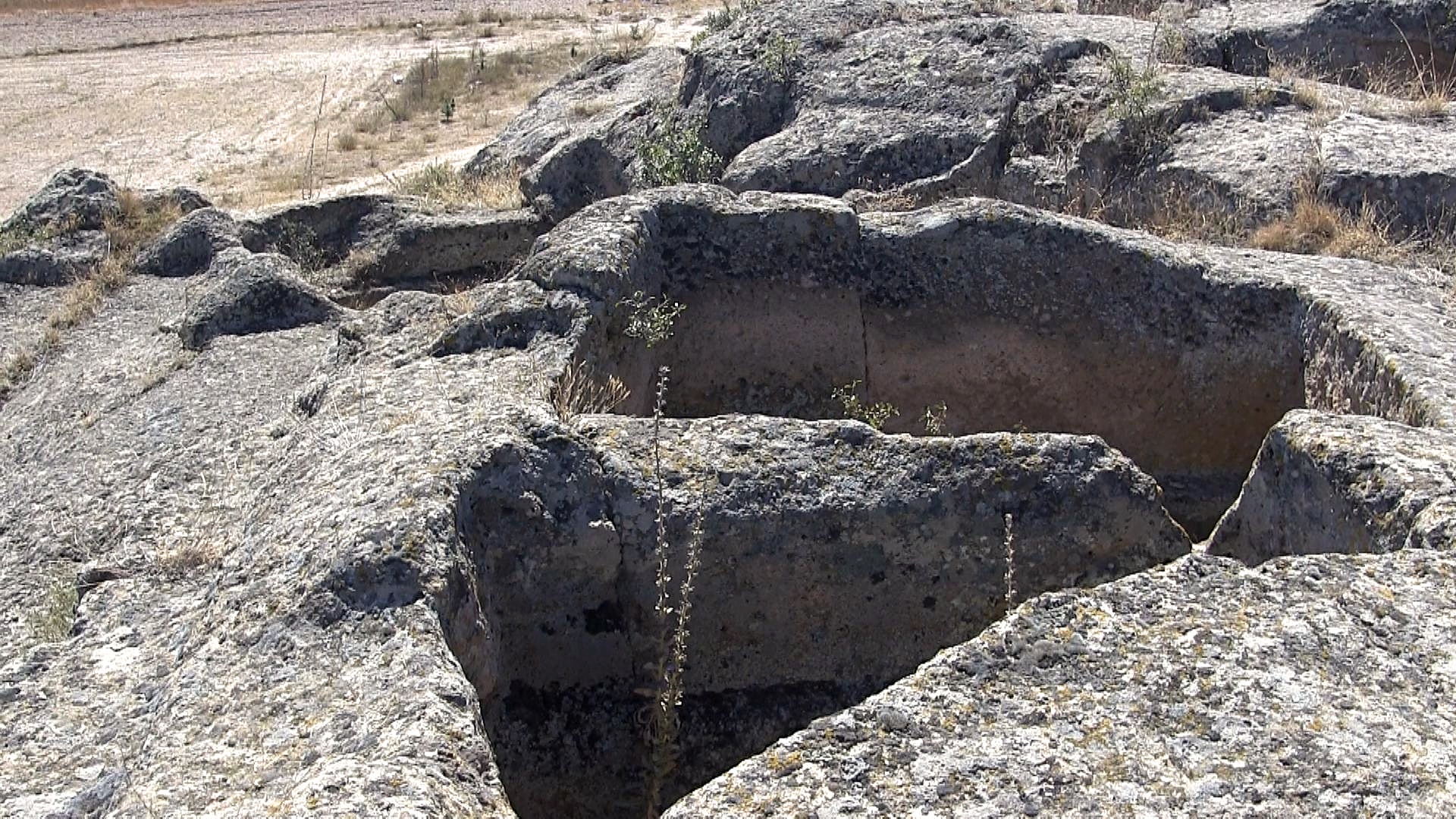
Römische Gräber am Gipfel
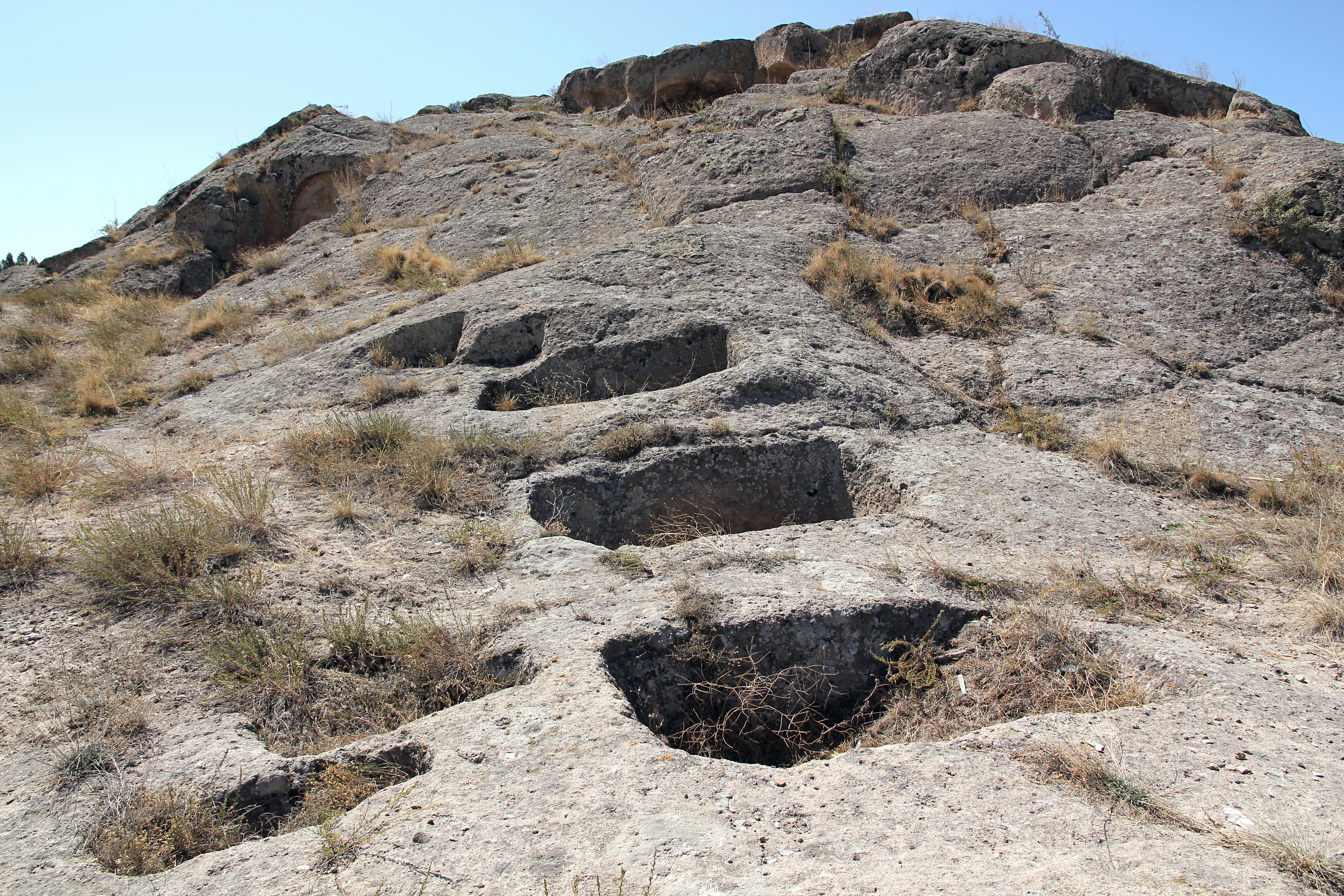
Römische Gräber am Fuß des Hügels
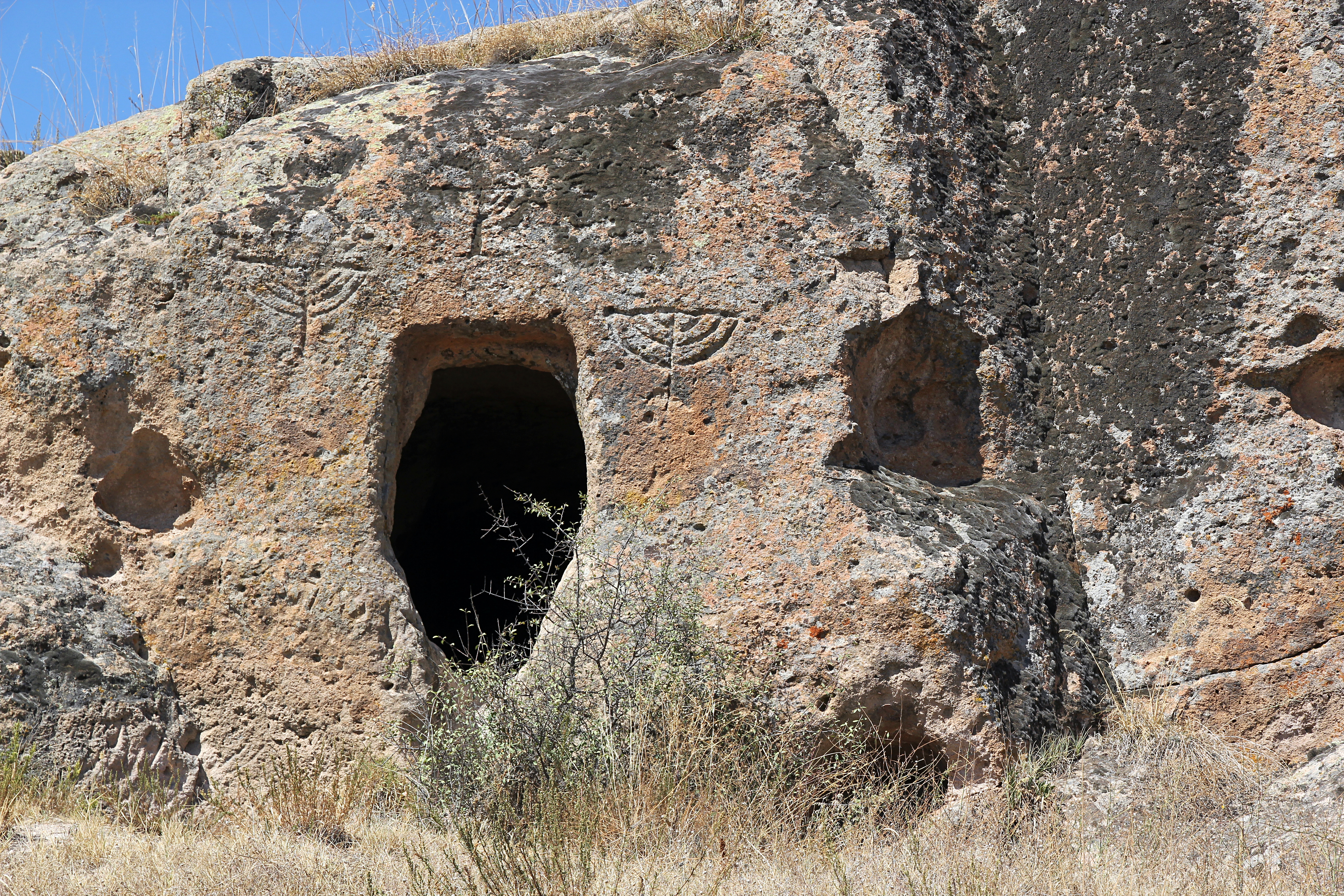
Phrygisches Kammergrab mit drei Menora
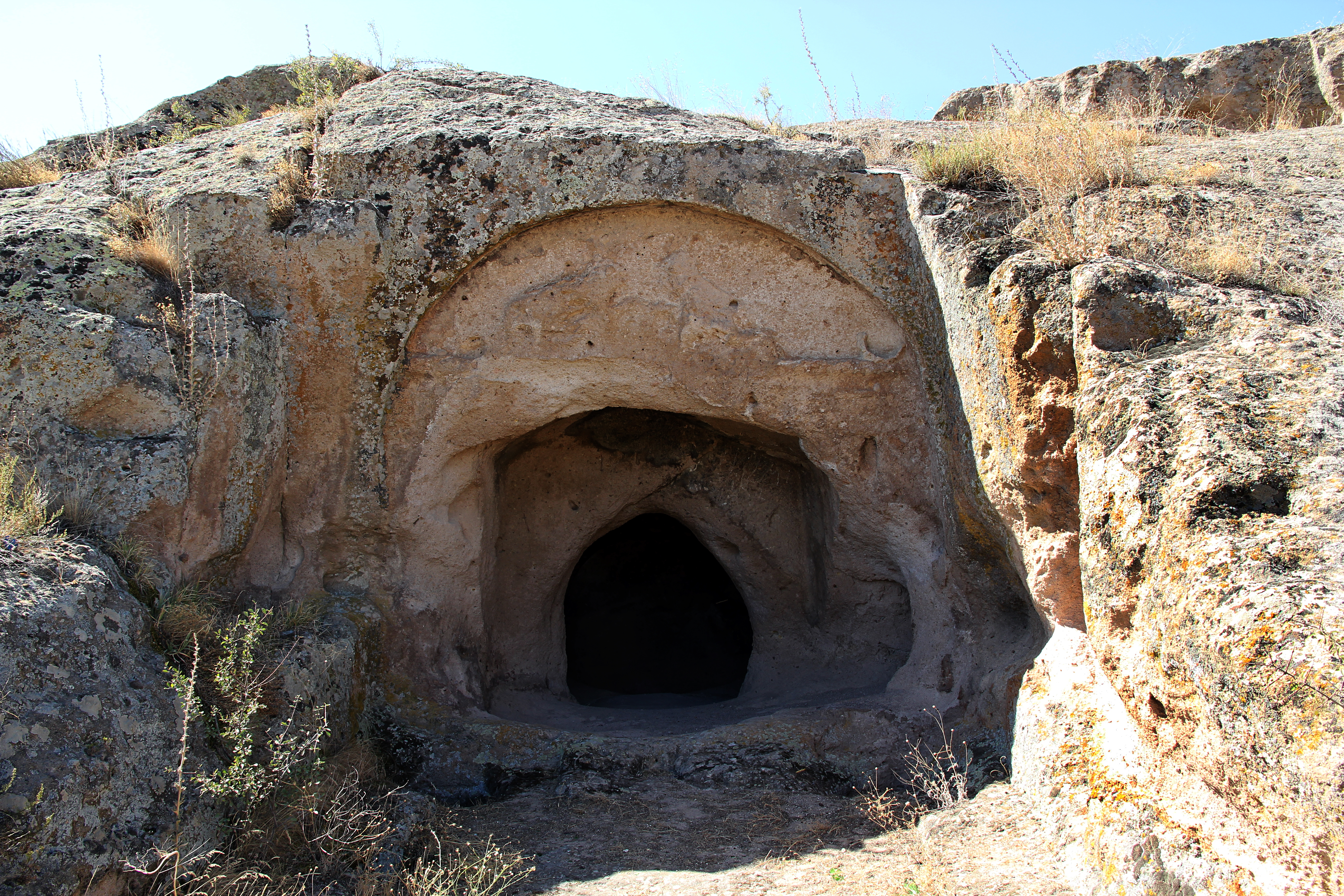
Phrygisches Kammergrab mit Löwenreliefs
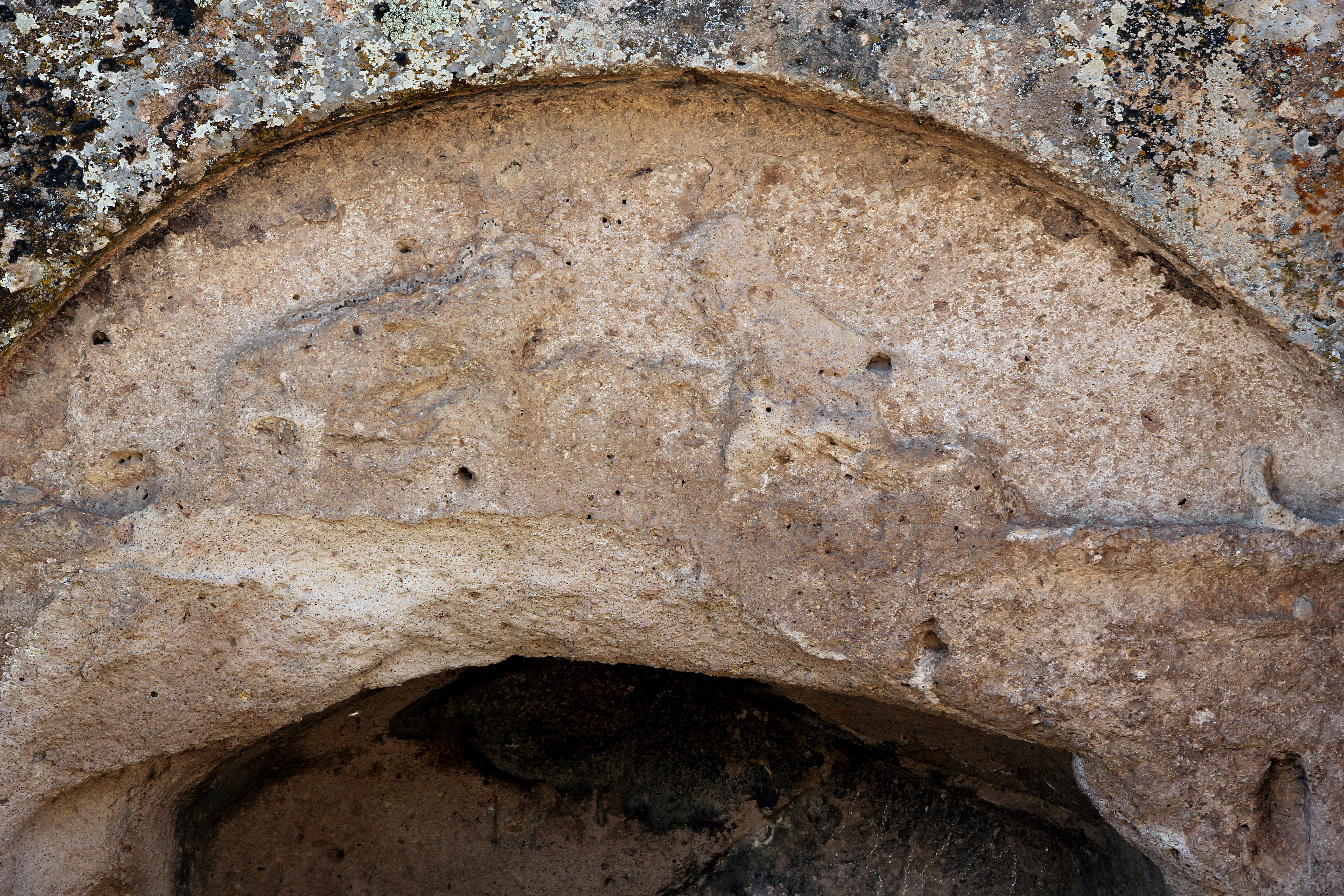
Löwenreliefs